# Elena Cué
Elena Cué (1972) es una empresaria española y escritora experta en arte. Licenciada en Filosofía y Gemología, publica artículos y entrevistas a reconocidos artistas internacionales, tanto en el diario ABC de España como en la edición estadounidense del Huffington Post.
Elena es presidenta de la Fundación Alberto y Elena Cortina, dedicada a labores sociales, que dirige con su esposo, el empresario Alberto Cortina.

## Relación con el arte
Elena fundó la web Alejandra de Argos, donde escribe sobre arte y realiza entrevistas a artistas influyentes y de relevancia internacional entre los que se encuentran Jeff Koons, el colombiano Fernando Botero, su amigo Cai Guo-Qiang o el Premio Nobel de Literatura Mario Vargas Llosa. Además de las publicaciones en su web, Elena Publica en el periódico español ABC y en la versión estadounidense del Huffington Post. En noviembre de 2015 Elena se unió al patronato de la Fundación Museo Reina Sofía, en junio de 2016 pasó a formar parte del patronato del Museo ABC, y es también miembro de Vivre en couleur de la Fondation Cartier pour l'Art Contemporain.

### Entrevistas destacadas
| - Octubre de 2014 Cai Guo-Qiang. - Noviembre de 2014 Maurizio Cattelan. - Enero de 2015 Miquel Barceló. - Febrero de 2015 Fernando Botero. - Abril de 2015 Thomas Struth. - Mayo de 2015 Jean Nouvel. | - Junio de 2015 Bernard Kouchner. - Diciembre de 2015 Hiroshi Sugimoto. - Febrero de 2016 Francisco Calvo Serraller. - Marzo de 2016 Mario Vargas Llosa. - Junio de 2016 Jeff Koons. - Noviembre de 2017 Frank Stella. | - Marzo 2018 Marina Abramović. - Octubre de 2018 Anselm Kiefer. - Marzo 2019 Bernard-Henri Lévy. - Junio 2019 Jack Ma. - Diciembre 2019 Al Gore. |

## Fundación benéfica
En el Año 2011 Elena Cué y Alberto Cortina crearon la Fundación Alberto y Elena Cortina con el objeto social, según sus estatutos, de proporcionar ayuda a personas necesitadas, o en riesgo de exclusión social, con especial énfasis en la infancia. La fundación comenzó con varios proyectos en paralelo. En 2011 ayudó a las víctimas del terremoto de Haití de 2010 mediante el reparto de alimentos durante ese año y la reconstrucción de viviendas y otras infraestructuras. La fundación realiza también labores de atención a mujeres en riesgo de exclusión social, hogar de acogida y comedor social. En 2012 la Fundación inició un servicio denominado el comedor invisible que consiste en distribuir alimentos y bienes de primera necesidad a familias necesitadas en sus propias casas. Otro proyecto llamado "Econosolidario" es el único economato de España en el que las familias designadas por los servicios sociales pueden usar una tarjeta con puntos para "comprar" con ellos los productos básicos que necesiten. En diciembre de 2022, el Econosolidario atiende a 6.511 personas integrantes de 2.165 familias.

## Vida personal
En 1997 Elena Cué comenzó una relación sentimental con el empresario Alberto Cortina al que conoció en una montería en su finca. En el año 2000 contrajeron matrimonio religioso y en 2006 nació su hija Alejandra Cortina Cué.